# جزیره لانگ، باهاما
جزیره لانگ، باهاما (به لاتین: Long Island, Bahamas) یک شهرستان در باهاما است که در لانگ آیلند واقع شده‌است.

## خصوصیات
جزیره لانگ ۵۹۶ کیلومترمربع مساحت و ۲٬۹۹۲ نفر جمعیت دارد.

## نگارخانه

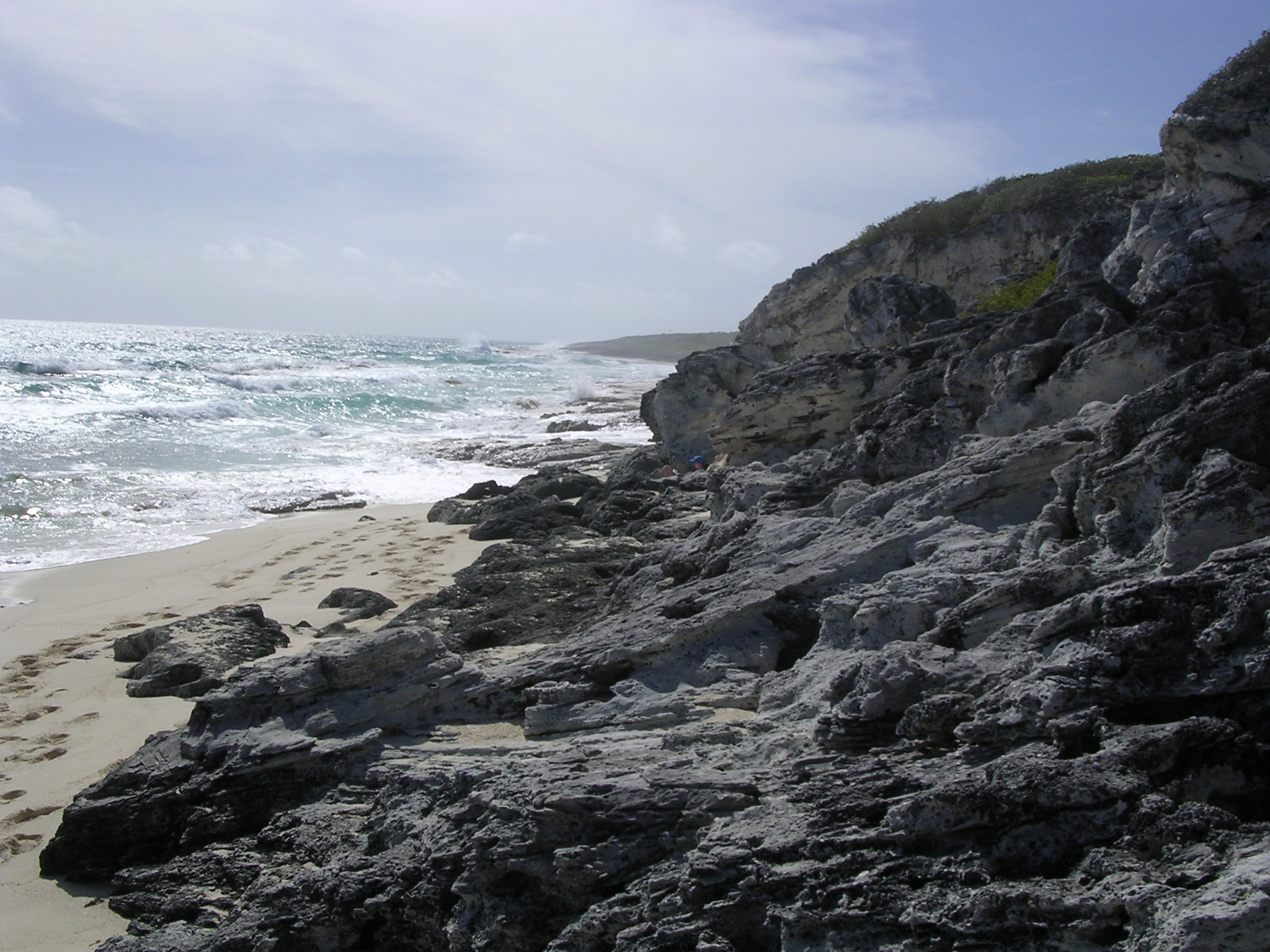
Windward shore of Long Island, The Bahamas.
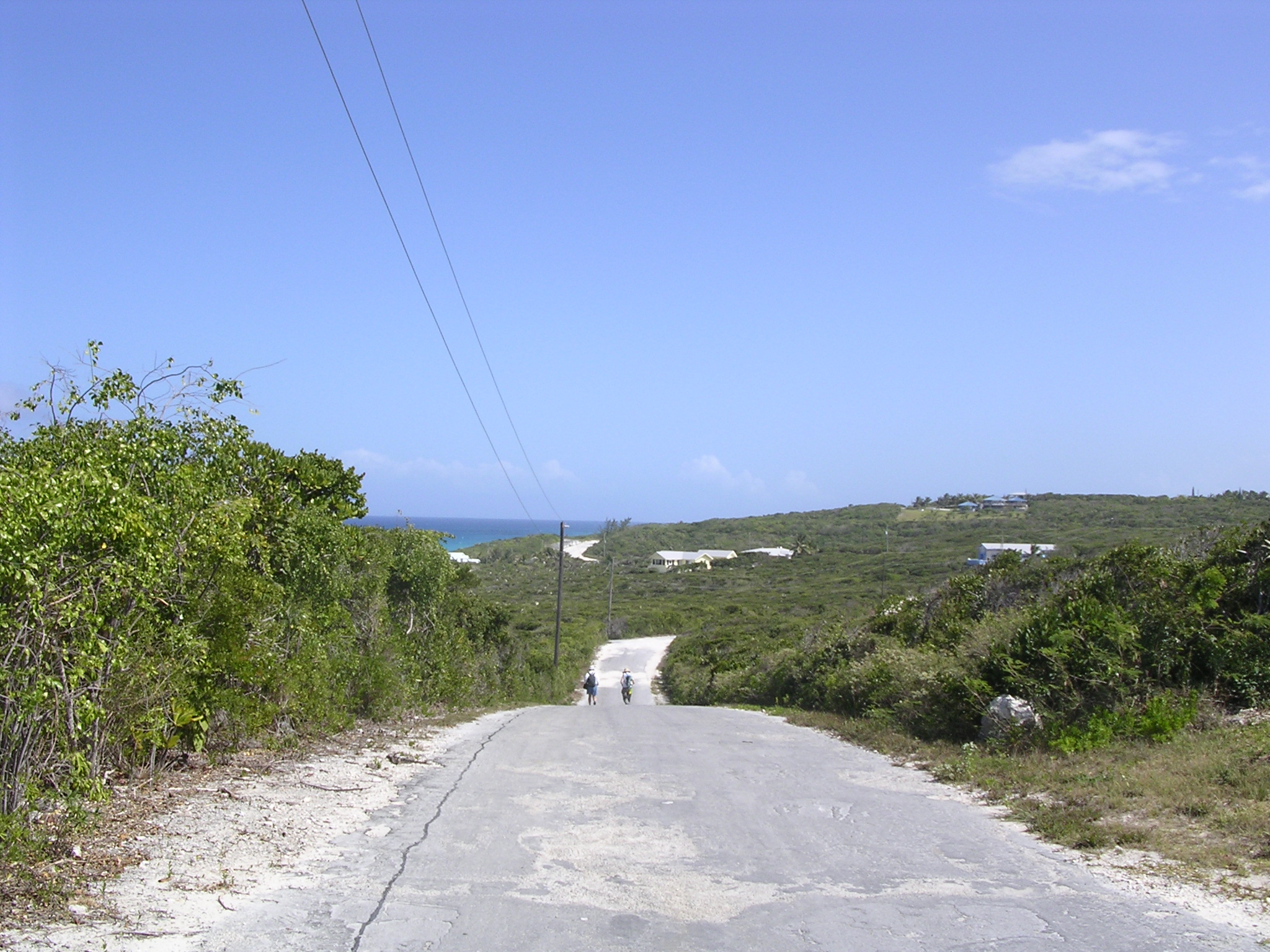
Road on Long Island, The Bahamas.
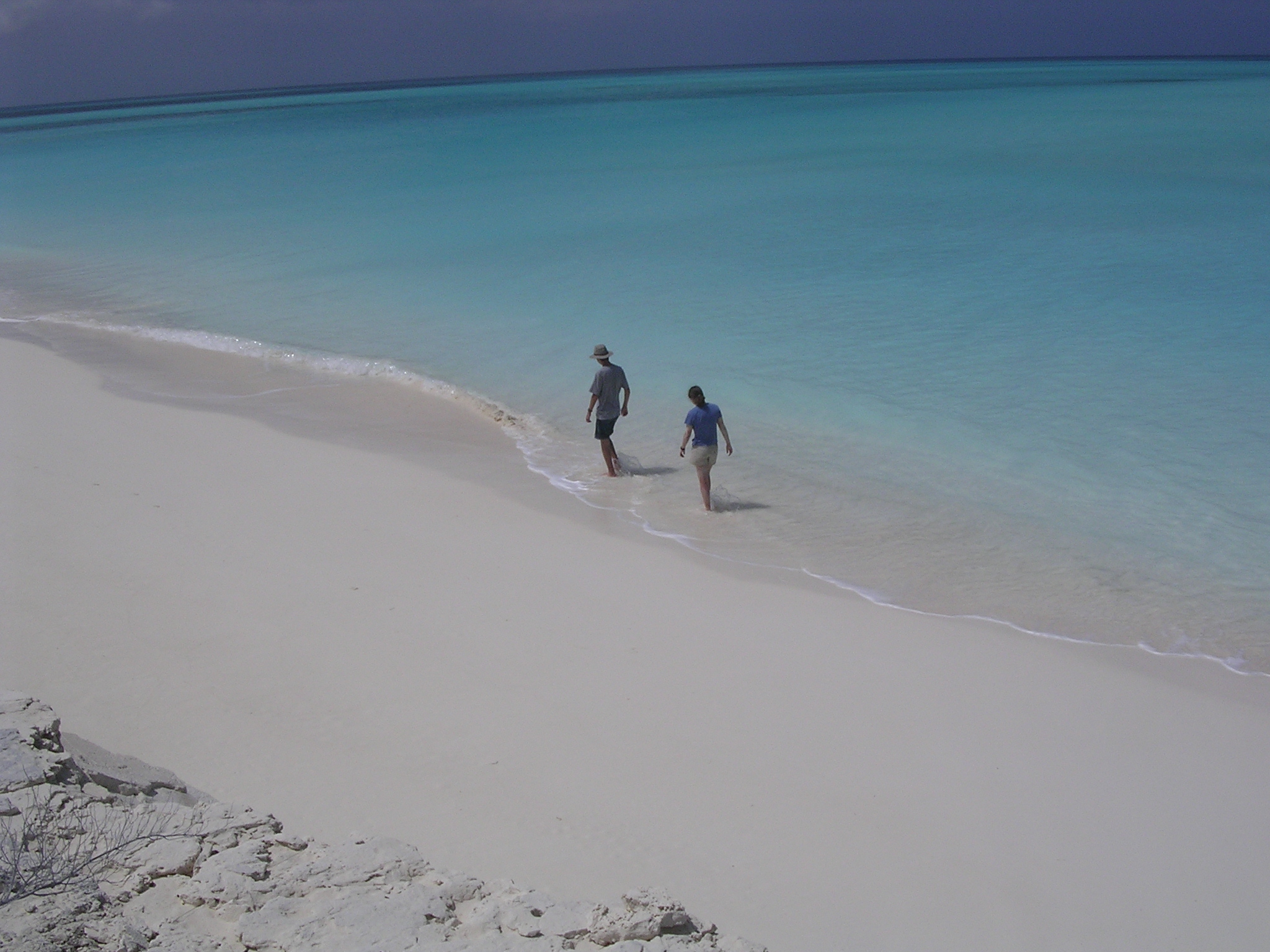
Lee shore beach on Long Island, The Bahamas.
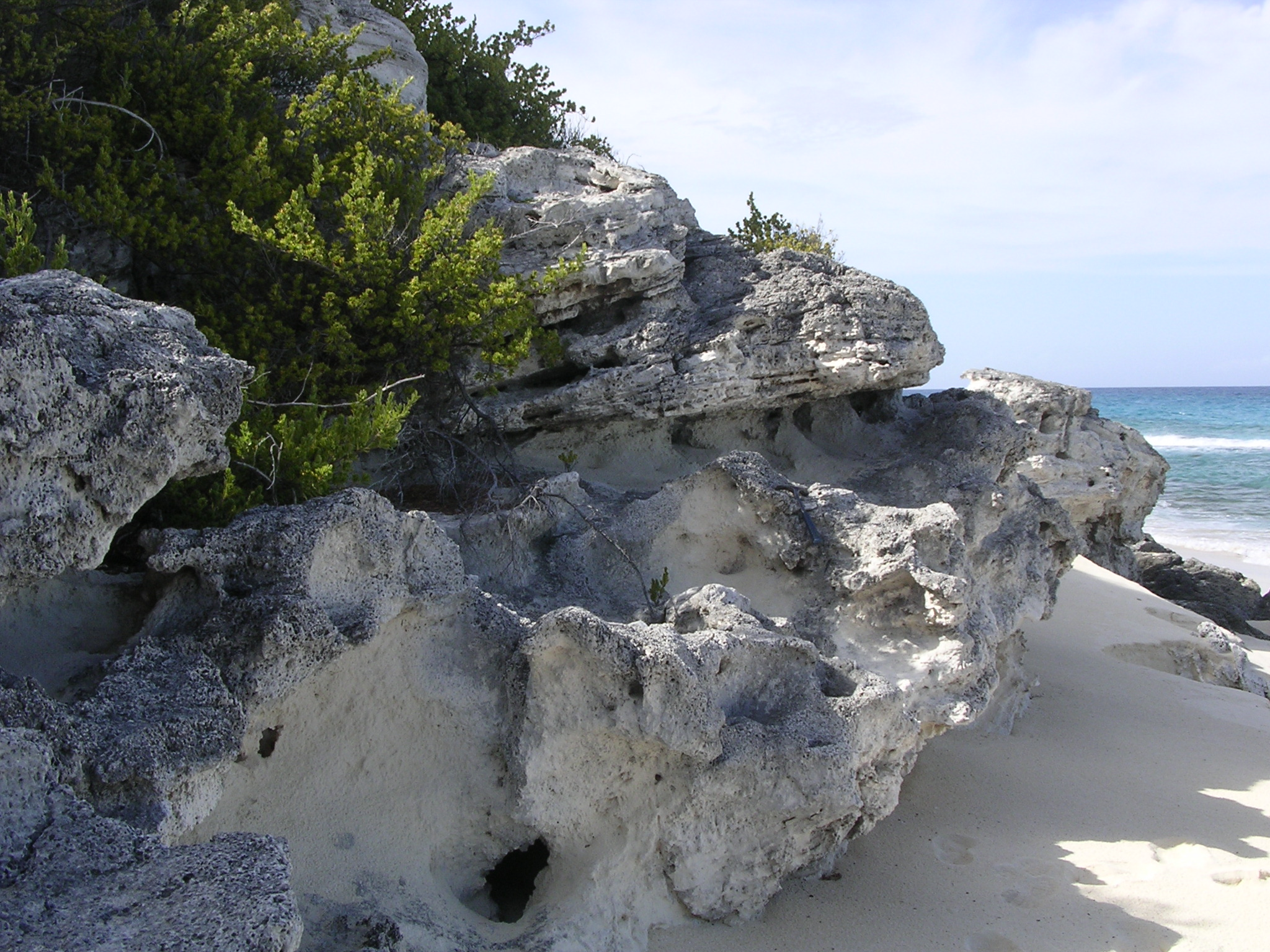
Holocene eolianite on Long Island, The Bahamas.
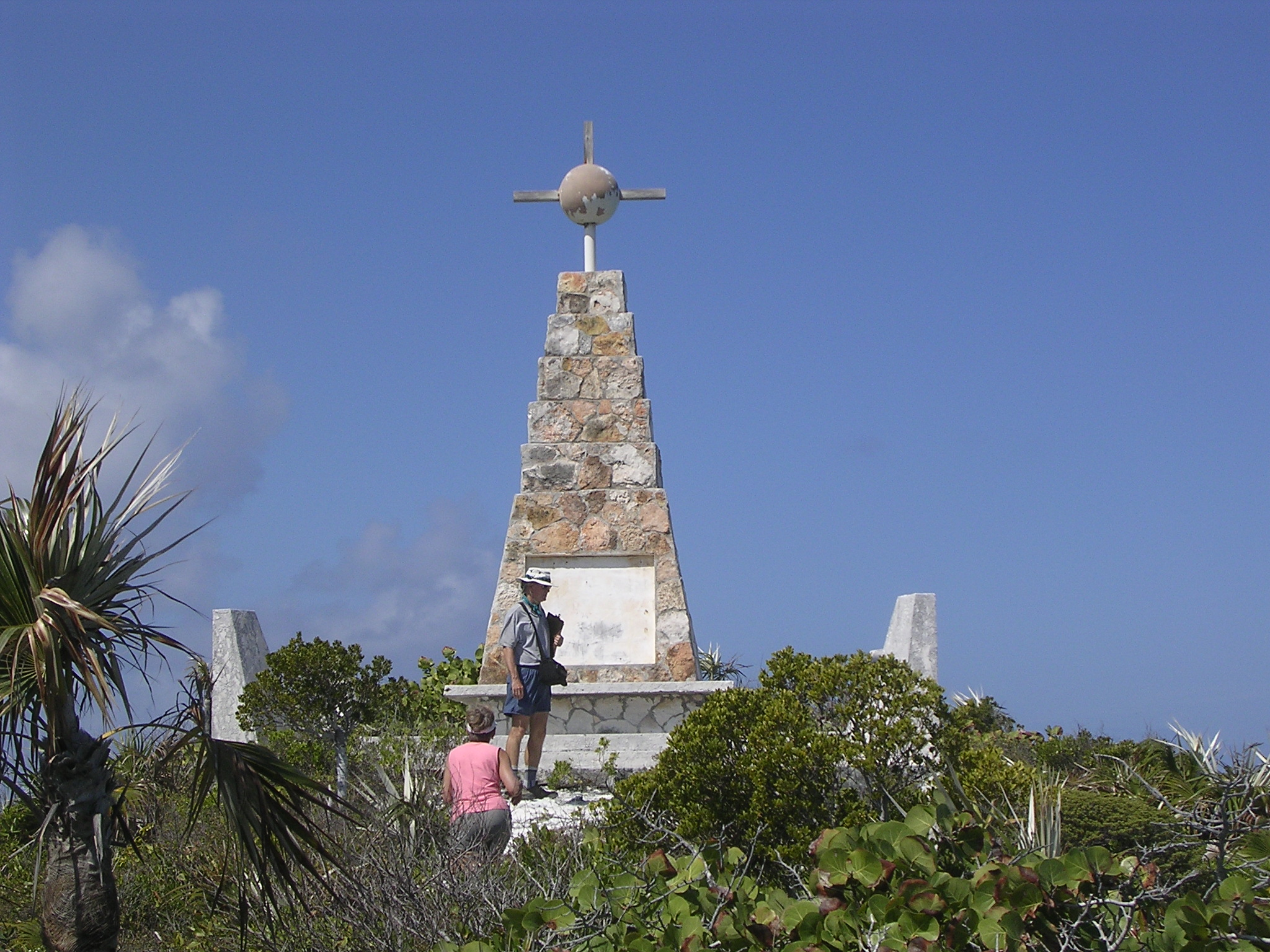
Columbus Monument on Long Island, The Bahamas.
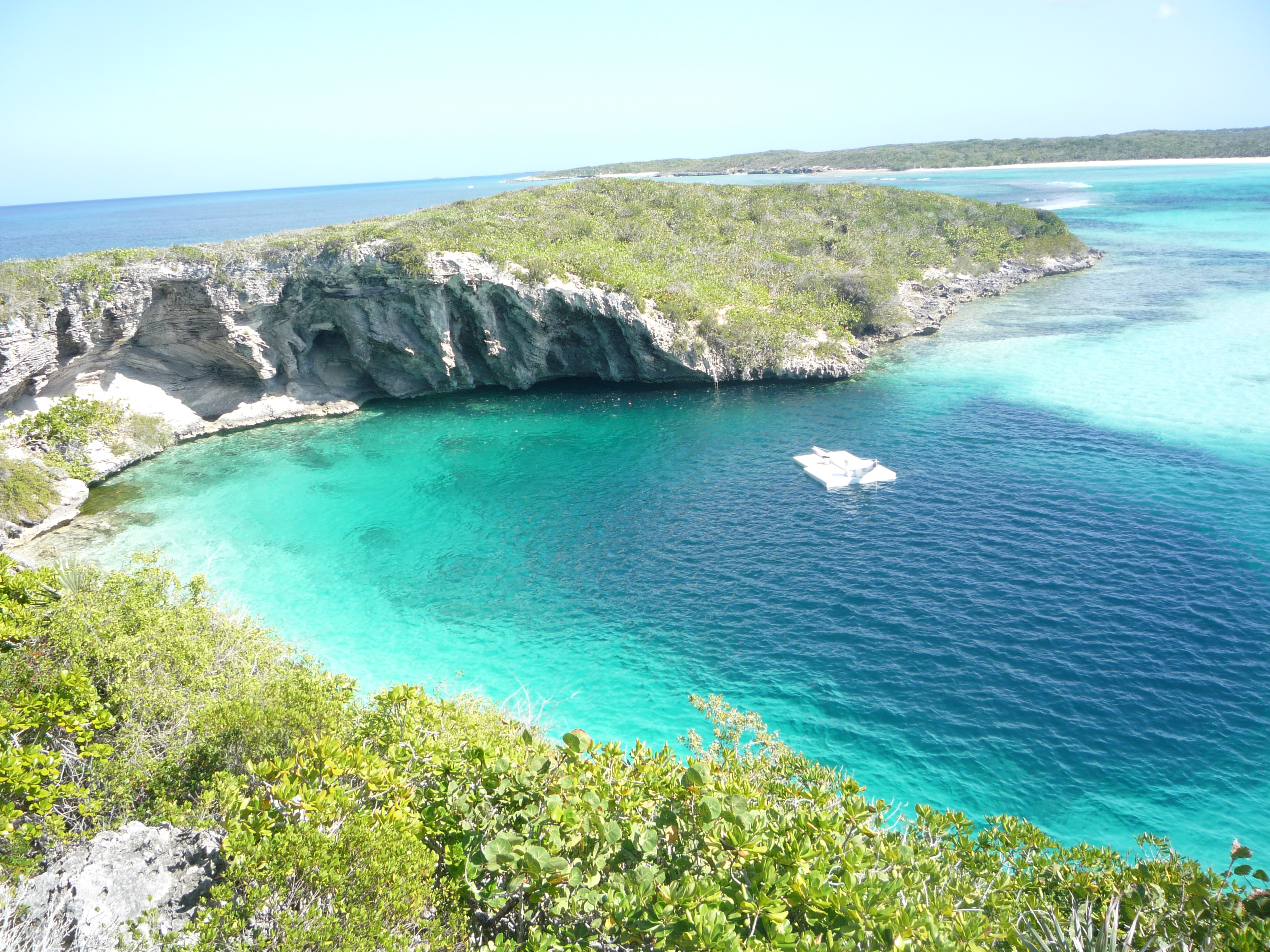
The Dean's Blue Hole.